# 귀거래 (드라마)
《귀거래》(归去来)는 2018년 방송되었던 중국의 드라마이다.

## 소개
- 미국으로 건너가 아이비 리그의 엘리트가 된 주인공이 사회로 진출하여 한 걸음씩 변화를 완성하는 이야기

## 등장 인물
- 뤄진 - 소철 역
- 탕옌 - 소청 역
- 우제위 (于济玮) - 녕명 역
- 쉬링웨 - 무영 역
- 쉬카이청 - 윌리엄 역
- 왕천신 (王天辰) - 성연 역
- 마정정 (马程程) - 루카 역
- 왕즈원 - 서망 역
- 장희림 - 성위 역
- 시경명 (施京明) - 하안 역
- 사가 (史可) - 육문 역
- 장카이리 - 샤오윈 역
- 곡책책 (曲栅栅) - 류채기 역
- 하천아 (Lily Ho) - 케서린 역